# Dekanat Pszczew
Dekanat Pszczew – dekanat należący do diecezji zielonogórsko-gorzowskiej, metropolii szczecińsko-kamieńskiej, Kościoła rzymskokatolickiego w Polsce.

## Władze dekanatu
- Dziekan: ks. Paweł Tokarczyk
- Wicedziekan: ks. Andrzej Kugielski
- Dekanalny ojciec duchowny: ks. Stanisław Klich
- Dekanalny duszpasterz młodzieży i powołań: ks. Wojciech Żabiński[1]

## Parafie
Dekanat podzielony jest administracyjnie na 9 parafii. Znajduje się tutaj 26 kościołów i 5 kaplic.
- Bobowicko - Parafia Miłosierdzia Bożego w Bobowicku,
  - adres: Bobowicko, ul. Trzcielska 6, 66-300 Międzyrzecz
  - data erekcji - 24.06.1987 r.
  - księgi metrykalne - 1986 r.
  - kościoły filialne:
    - Międzyrzecz-Obrzyce, pw. Podwyższenia Krzyża św.
    - Żółwin, pw. Siostry Faustyny.

  - proboszcz - ks. wicedziekan Andrzej Kugielski

- Kaława - parafia pw. św. Mikołaja
  - adres: Kaława 63, 66-305   Kaława
  - data erekcji - 1510 r.
  - księgi metrykalne - 1946 r.
  - kościoły filialne:
    - Boryszyn   - pw. Zwiastowania NMP.
    - Kęszyca - pw. św. Marcina
    - Nietoperek  - pw. Podwyższenia Krzyża ŚW
    - Szumiąca - pw. św. Józefa
    - Wysoka - pw. św. Barbary

  - proboszcz - ks. Adam Michalski SDB

- Kęszyca Leśna - parafia pw. Miłosierdzia Bożego
  - adres: Kęszyca Leśna 21, Międzyrzecz
  - data erekcji - 2009 r.
  - administrator - ks. Dariusz Mazurkiewicz

- Międzyrzecz - parafia pw. św. Jana Chrzciciela
  - adres: ul. Spokojna 6, 66-300  Międzyrzecz
  - data erekcji - 1232  r.
  - księgi metrykalne - 1749 r.
  - proboszcz - ks. kan. dr Andrzej Hładki

- Międzyrzecz - parafia pw. św. Wojciecha
  - adres:  ul. Ogrodowa 1, 66-300   Międzyrzecz
  - data erekcji - 6-01-1980  r.
  - księgi metrykalne - 1978 r.
  - kościoły filialne:
    - Głębokie - kaplica w ośrodku wczasowym, Msza odprawiana w lipcu i sierpniu.
    - Rojewo – kaplica pw. Bł. Matki Teresy z Kalkuty

  - proboszcz - ks. dziekan Paweł Tokarczyk

- Międzyrzecz - parafia pw. Pierwszych Męczenników Polski
  - adres: ul. Krasińskiego 11, 66-300   Międzyrzecz
  - Sanktuarium Pierwszych Męczenników Polski
  - adres: ul. Krasińskiego 11,  66-300 Międzyrzecz
  - kościoły filialne:
    - Gorzyca  - pw. Najświętszego Serca Pana Jezusa
    - Święty Wojciech - pw. św. Wojciecha

  - proboszcz - ks. Kamil Szymczak SAC

- Pszczew - parafia pw. św. Marii Magdaleny
  - adres: ul. Sikorskiego 15, 66-330   Pszczew
  - data erekcji -  1250  r.
  - księgi metrykalne - 1632 r.
  - kościoły filialne:
    - Policko   - pw. Ducha Świętego (kaplica)
    - Stołuń - pw. Podwyższenia Krzyża. Świętego (kaplica)
    - Zielomyśl - pw. św. Józefa (kaplica)
    - Nowe Gorzycko  - pw. Miłosierdzia Bożego (poświęcona 8.12.2007).
    - Szarcz - kaplica w DPS ss. Felicjanek

  - proboszcz - ks. Stanisław Klich

- Stary Dwór - parafia pw. św. Wawrzyńca
  - adres: Stary Dwór, ul. Kościelna 36, 66-304 Brójce Lubuskie
  - data erekcji -   1933  r.
  - księgi metrykalne - 1947 r.
  - kościoły filialne:
    - Bukowiec  - pw. św. Marcina
    - Wyszanowo - pw. św. Józefa

  - proboszcz - ks.  Stanisław Jażdżewski

- Templewo - parafia pw. Chrystusa Króla
  - adres:  Templewo 29, 66-350 Bledzew
  - data erekcji - 25 kwietnia 1974 r
  - księgi metrykalne - 1966 r.
  - kościoły filialne:
    - Kursko - pw. św. Antoniego Padewskiego
    - Pieski - pw. świętych Apostołów Piotra i Pawła

  - proboszcz - o. Ryszard Gontarczyk SVD